# Some Baby
Some Baby (o Lonesome Luke, He Minds a Baby) è un cortometraggio muto del 1915 diretto da Hal Roach. Interpretato da Harold Lloyd, il film fa parte della serie di comiche che hanno come protagonista il personaggio di Lonesome Luke.

## Produzione
Il film fu prodotto da Hal Roach per la Rolin Films (come Phunphilms).

## Distribuzione
Distribuito dalla Pathé Exchange, il film - un cortometraggio in una bobina - uscì nelle sale cinematografiche USA il 20 settembre 1915.